# Steve McNamara
Pour les articles homonymes, voir McNamara.

a Compétitions nationales et continentales officielles uniquement.

b Matchs officiels uniquement.
Steve McNamara, né le 18 septembre 1971 à Kingston-upon-Hull (Angleterre), est un ancien joueur anglais de rugby à XIII reconverti en tant qu'entraineur. Il évolue en tant que joueur au poste de deuxième ligne à Hull FC, Bradford, Wakefield et Huddersfield connaissant les honneurs des sélections de Grande-Bretagne et d'Angleterre.
Après sa carrière sportive, il prend en tant qu'entraîneur les destinées des Bulls de Bradford entre 2006 et 2010, ainsi que de la sélection d'Angleterre entre 2010 et 2015 disputant notamment une demi-finale de Coupe du monde en 2013. En 2017, il est nommé aux Dragons Catalans sauvant le club d'une relégation la première année grâce à une victoire en barrage puis ramenant le premier trophée de l'histoire du club avec la victoire en Challenge Cup 2018. Fin 2019, il est prolongé de trois nouvelles années avec son équipe aux Dragons Catalans. En 2021, il amène le club pour sa première finale de Super League de son histoire en étant vainqueur de la saison régulière et est élu meilleur entraîneur de cette compétition. il quitte le club catalan en mai 2025.

## Biographie

### Carrière de joueur
Il rejoint à 17 ans le club de Hull FC, où il passe 7 ans, avant de partir à Bradford. En 2000, il signe pour Wakefield et l'année suivante à Hudderfield où il finit sa carrière en 2003. Il fait ses débuts internationaux en 1992 avec la Grande-Bretagne. Il joue aussi pour l'équipe d'Angleterre à partir de 1995.

### Carrière d'entraîneur
Après sa carrière sportive, Steve McNamara entame une carrière d'entraîneur. Il prend en main l'équipe jeunes de Bradford qu'il emmène au titre dès sa première saison puis prend en main l'équipe première en 2006, remplaçant Brian Noble parti à Wigan. Il est alors le plus jeune entraîneur de la Super League avec ses trente-quatre ans. Après quatre saisons, le club met fin à son contrat par consentement mutuel le 13 juillet 2010 à la suite d'une série de huit défaites consécutives et il est remplacé par Lee St Hilaire. Son passage à Bradford reste frustrante pour de nombreux supporters puisque le club subit de médiocres performances.
Entre-temps, il devient entraîneur-adjoint de la sélection d'Angleterre à partir du 30 avril 2007 sous le commandement de Tony Smith. Son départ de Bradford lui permet alors de prendre en main la sélection anglaise à temps complet,. Il mène la sélection à une demi-finale de Coupe du monde en 2013 avec une défaite contre la Nouvelle-Zélande à la suite d'un essai dans la dernière minute du match de Shaun Johnson. Au sortir de la Coupe du monde, il devient entraîneur-adjoint des Roosters de Sydney en plus de sa fonction de sélectionneur d'Angleterre (il est prolongé en 2013 pour deux nouvelles années) sous les ordres de l'ancien entraîneur des Dragons Catalans Trent Robinson, il est prolongé en 2015 pour deux nouvelles années aux Roosters. Ce poste l'oblige à être basé en Australie.
Après ses deux expériences en club avec Bradford entre 2006 et 2010 puis la sélection d'Angleterre entre 2010 et 2015 avec laquelle il dispute une demi-finale de Coupe du monde en 2013, il est engagé en cours de saison par la franchise française de Super League les Dragons Catalans à partir de juin 2017. Il reprend la succession au duo Jérôme Guisset-Michael Monaghan qui officiait depuis quelques matchs à la suite de l'écartement de Laurent Frayssinous et les mauvais résultats du club.
Lors de la saison 2018, la première en intégralité aux Dragons catalans, il parvient à décrocher le premier titre de l'histoire du club avec une victoire en Challenge Cup 20-14 contre Wolves de Warrington ainsi qu'une qualification dans le Super 8 de la Super League.

## Palmarès

### En tant que joueur
- Collectif :
  - Vainqueur de la Super League : 1997 (Bradford).
  - Finaliste de la Super League : 1999 (Bradford).
  - Finaliste de la Challenge Cup : 1997 (Bradford).

### Performances d'entraîneur
| Club                    | Début        | Fin             | Résultats |
| ----------------------- | ------------ | --------------- | --- |
| Bradford Bulls (jeunes) | 2004         | 2006            | |
| Bradford Bulls          | 2006         | 13 juillet 2010 | |
| Angleterre              | 2010         | 2015            | Finaliste du Tournoi des Quatre Nations 2011 Demi-finale de la Coupe du monde en 2013 |
| Dragons Catalans        | 11 juin 2017 | 20 mai 2025     | Vainqueur de la Challenge Cup 2018. Vainqueur de la saison régulière de la Super League en 2021 Élu meilleur entraîneur de la Super League en 2021 Finaliste de la Super League en 2021 et 2023 |